# Karai László

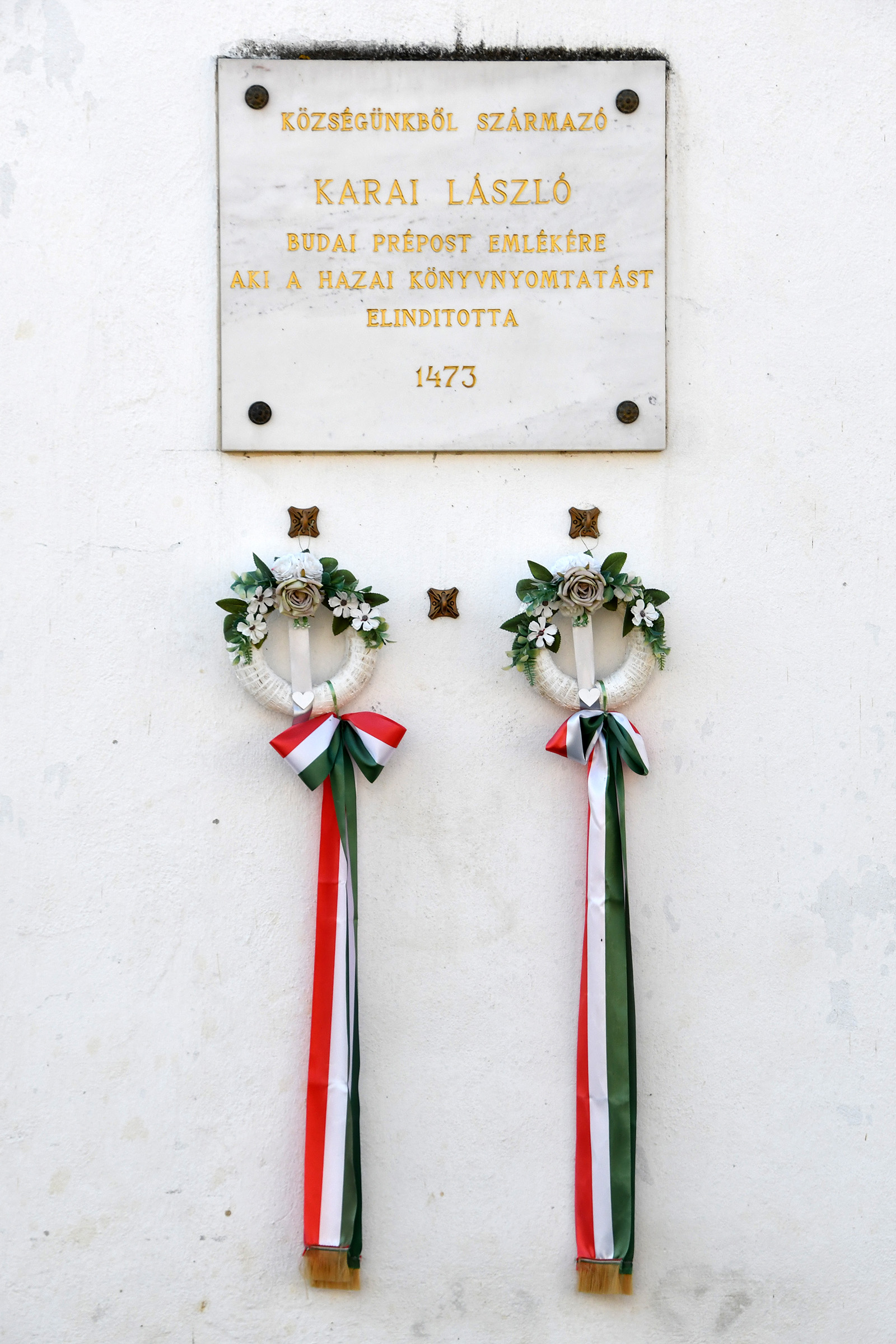
Emléktáblája a kárai római katolikus templom falán

Karai László, Kárai (15. század eleje – 1485? , 1488? ) budai prépost, alkancellár.

## Élete
Tanulmányait Bécsben végezte, majd a királyi kancellárián működött. 1468-tól budai prépost, majd 1470-ben alkancellár.
1470-ben Rómában járt Mátyás király követeként, hogy Mátyás Podjebrád cseh király elleni háborújához megnyerje II. Pál pápa támogatását. Küldetése sikerrel járt, mert a pápa pénzbeli segítséggel állt Mátyás király mellé. Karai László római tartózkodása alatt ismerkedett meg a korszak nagy találmányával, a nyomtatómesterséggel. Ekkor már harmadik éve Rómában működő Sweynheym és Pannartz nyomdában ismerkedett meg Hess András német nyomdásszal, ahol megegyeztek egy budai nyomda felállításában, aminek költségeit maga Karai László vállalta és 1471 márciusában, Budára visszaérkezésekor magával is hozta Hesst. Később neki ajánlotta Hess András a nyomda első termékét, a Budai Krónikát.
Erről az időről 1898-ban Fraknói Vilmos így írt: "Budán Hess András a betűit Sweynheym és Pannartz betűinek mintájára budai ötvösökkel vésette, de ezek a betűk kezdetlegesek voltak, Mátyás királynak és az elkényeztetett humanistáknak nem tetszettek. Mátyás különben sem barátkozott meg a nyomdászattal, s ezen az ellenszenven a nyomda hamarosan megbukott."
Karai László budai prépost nagy érdeme volt, hogy felismerte a könyvnyomtatás jelentőségét és Hess András meghívásával Magyarországon is meghonosította a könyvnyomtatást, holott az ekkor még Európa legnagyobb részén, így Ausztriában és Angliában is ismeretlen volt. Bár a budai nyomda kezdetektől fogva nehézségekkel küzdött, s elégtelen érdeklődés miatt még Mátyás király uralkodása idején meg is szűnt.
Az utókor számára Hess András könyvei közül csak a következő két könyv maradt fenn, amelyekben a nyomda székhelyeként Buda volt megjelölve:
- Chronica Hungarorum (Magyarok krónikája)

- Magni Basilii de Legendis Poeticis (Basilius Magnus A költői legendákról) – első része ógörög költők műveiről szól, míg második része Xenophón Apologia Socratisát foglalja magában, amely Platón különböző munkáiból szerkesztett története Szókratész fenséges tragédiájának.

Hess András neve csak a Chronica Hungarorum kolofonjában szerepel, míg a Basilius kolofonjában csak a két kezdőbetű H. A. van feltüntetve.
Karai László 1473-tól 1483-ig királyi személynök volt.